# 今文经学
今文经学，汉代经学一派，与古文经学相对应，主要特点是加入大量的占卜、阴阳学说，提倡天人感应，以符合当时的需要，被列入学官，成为正统。而古文经学不断对其发动挑战，到汉朝灭亡和南北朝时期玄学兴起时期，今文经学逐渐衰落，直到清代，随着朴学兴起和社会改革的需要，今文经学被重新发现，主要代表人有康有为。

## 历史
孔子删定六经，到了秦朝，始皇帝听从李斯建议焚书坑儒，秦末的战火等使这些典籍遭到巨大的破坏（《易经》作为占卜之书，得以不焚）。汉高祖、呂太后、文景二帝主要講究黃老道家思想，夹杂法家刑名之学，到汉武帝时，因皇帝喜好儒家，儒生亦多，六经的流传开始繁荣起来。他们的经书靠口耳传授而且以汉代通行的隶书写成，在政府中列为正统。
同时，一些孔子家族與民间藏匿的经书被重新发现，虽然不曾得到政府的承认，但逐渐流传，这一派所依据的经书往往为汉代以前的文字所写，号称“古文”，认为更加接近原来儒家的思想。西汉晚期开始，古文经学在刘歆的积极倡导下，获得振兴，逐渐成为主流。
这样，由于经书的传承、解释存在分歧，形成了今古文两派。爾後实际上许多儒者两派兼修，所以界限并非相当明显。经学大家郑玄就以两派极深造诣而闻名。
清末的1891年，今文經學專家康有为刊印《新学伪经考》，谓东汉以来古文经学，多出自刘歆伪造，是新莽一朝之学，非孔子之经。

## 主要人物
- 治《易经》有：施讐、孟喜、梁丘贺、京房四家，前三家皆本田何
- 治《诗经》有：鲁申培、齐辕固、燕韩婴三家
- 治《礼》（三禮）有：鲁高堂、大戴、小戴、沛庆普（《庆氏礼》）
- 治《尚书》有：伏生、欧阳和伯、孔安国、鲁周霸、贾嘉
- 治《春秋》有：齐胡毋生《公羊春秋》东海严彭祖（《严氏学》）、鲁颜安乐《颜氏学》、瑕丘江公《穀梁春秋》，清代康有为。

## 研究書目
- Benjamin A. Elman著，趙剛譯：《經學、政治和宗族——中華帝國晚期常州今文學派研究》（南京：江蘇人民出版社，1998）。
- 艾爾曼（Benjamin Elman）：〈學海堂與今文經學在廣州的興起（页面存档备份，存于）〉。